# Занг Милама, Рудди
Рудди Занг Милама (фр. Ruddy Zang Milama; 6 июня 1987, Порт-Жантиль) — габонская легкоатлетка. Участница двух Олимпийских игр, призёр чемпионата мира в помещении.

## Биография
На соревнованиях наивысшего уровня дебютировала в 2007 году на чемпионате мира в Осаке. Там она заняла четвёртое место в своём забеге и прекратила дальнейшую борьбу.
На Олимпиаде в Пекине Рудди стартовала только на стометровке. Она смогла пройти первый раунд соревнований, заняв третье место в своём забеге, но уже после второго прекратила борьбу, став с результатом 11,59 лишь седьмой в своём забеге.
В 2010 году, на чемпионате мира в закрытых помещениях, которых проходил в Дохе Занг-Милама завоевала бронзовую медаль на самой короткой спринтерской дистанции — шестидесятиметровке.
На чемпионате мира в Тэгу габонка вышла в полуфинал на дистанции 100 метров, но заняла там четвёртое место и не смогла пробиться в финальный забег.
На Олимпиаде в Лондоне Рудди несла флаг Габона на церемонии открытия. На стометровке она преодолела первый раунд, но в полуфинале, как и четыре года назад, стала лишь седьмой и завершила выступления.